# Maxym Yevtushenko
Maxym Yevtushenko –en ucraniano, Махим Євтушенко– es un deportista ucraniano que compite en lucha grecorromana. Ganó una medalla de bronce en el Campeonato Europeo de Lucha de 2021, en la categoría de 72 kg.

## Palmarés internacional
| Campeonato Europeo | Campeonato Europeo | Campeonato Europeo | Campeonato Europeo |
| Año                | Lugar              | Medalla            | Categoría          |
| ------------------ | ------------------ | ------------------ | ------------------ |
| 2021               | Varsovia (Polonia) | Medalla de bronce  | 72 kg              |